# حافظ سلیمان‌اوغلو
حافظ سلیمان‌اوغلو (ترکی استانبولی: Hafız Süleymanoğlu؛ زادهٔ ۲۳ ژانویهٔ ۱۹۶۷) وزنه‌بردار اهل ترکیه بود.
وی در مسابقات کشوری و بین‌المللی در مجموع برندهٔ ۴ مدال طلا، ۴ مدال نقره، ۱ مدال برنز شده‌است.